# 考菲尔德文法学校

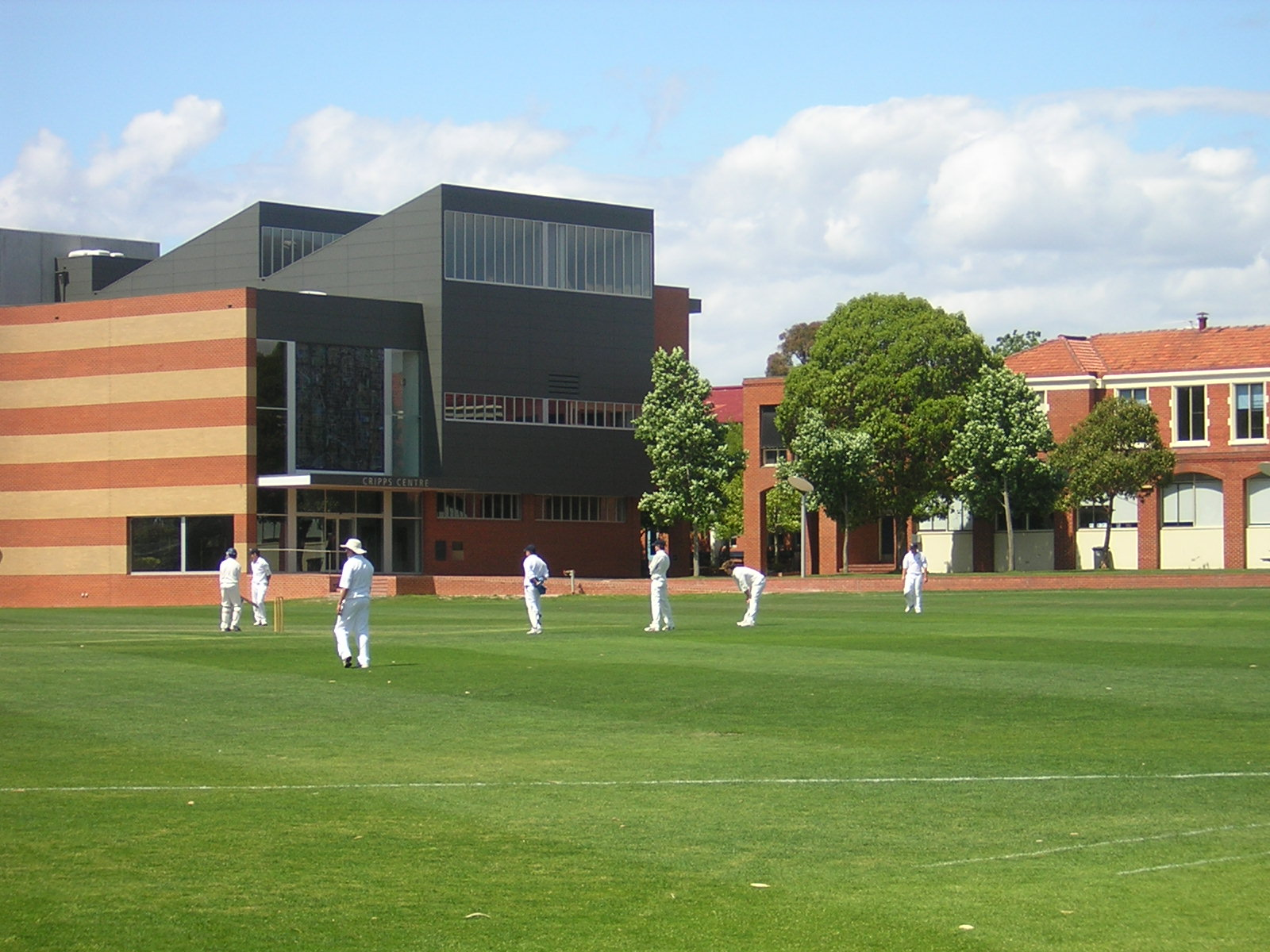
主校的运动场（前景）和礼堂（背景）。

考菲尔德文法学校（英文：Caulfield Grammar School），是澳大利亚墨尔本的一所私立学校，創立于1881年，早期專收男生，1993年以後改為男女合校。該校在墨尔本都會區設有三個校區，在维多利亚州乡村地区設有一個戶外教育園區，另在中国南京設有一個供海外教學用的學生中心。

## 校區
- 考菲尔德主校區：主校區位于墨爾本都會區格倫艾拉市（英语：City of Glen Eira）的考菲尔德（英语：Caulfield, Victoria），创办于1881年。最早作为寄宿制男校。随着女性的增多，学校逐渐变成一个男女兼收的通勤學校，但仍有部分學生住宿。如今，这个校区有着該校最完善的设施，仅提供7-12年级的教学。

- 莫尔文校區：位于墨爾本都會區斯托寧頓市（英语：City of Stonnington）的莫爾文（英语：Malvern, Victoria），是第二個创办的校区，主要教授学前班到6年级的课程。在此之后，学生会转入考菲尔德主校區。

- 惠勒斯山校區：位于墨爾本都會區莫納什市（英语：City of Monash）的惠勒斯山（英语：Wheelers Hill, Victoria），紧邻墨爾本东南华人区，深受华人喜爱。此校区创办于1993年，在当时这里还只是一块荒地。这里提供从学前班到12年级的教学，同时华人学生的占比超过了60%。

- 南京校區：考菲尔德文法学校的学生从小学一年到初中二年级都学汉语。在疫情前，每个初中三年级学生會到中国旅游，参观上海和北京，並住在南京校區，一共五个星期。而现在，初三的学生可以选择参加前往北领地学习土著人生活的活动，而中国之行暂无恢复的可能。

## 教学科目
考菲尔德文法学校有许多特色课程，涉及美术、体育、音乐等方面。学校科目主要可以分为六大类（主课、音乐、商科、美术、语言、人文）。其中主课包括了英语、科学、数学；音乐包括了各种乐器以及作曲；商科则是会计、经济、法律等；美术包括了绘画、平面设计、摄影、戏剧等；语言包括中文、德语、法语等语言；人文则包括了历史、地理、政治等科目。

## 课程安排
自2023年开始，启用新版课程表。早上8:30开始上课，两节75分钟的课，中间有5分钟休息时间。然后是小休，40分钟。随后，是另一节75分钟的课。在这之后是午餐。午餐结束后是一节45分钟的班会课，紧接着是最后一节75分钟的课。下午3:30分放学。
在每周二，学生会参加体育活动。而在周四，学生可以选择参加体育活动。这是为了能让学生在成长階段获得更多的锻炼。

## 宗教信仰
考菲尔德文法学校信仰基督教，因此会有礼拜。但是校方也会尊重學生的信仰。

## 学校活动
作为维多利亚州数一数二的私校，该校所包含的课余活动相當多元。
- APS体育：这是全维多利亞州私校的体育活动。在每周六，各个私校的学生会聚集到比赛场地進行比赛。有时胜利有时失败，但是所有人都很讲礼貌。

- 学校运动会：每年学校不仅会举办以田径為主的运动会，还会举办游泳和长跑比賽。届时，学生们会在一旁观看。

- 露营活动：从一年级到十年级，每年都会有一周左右的时间去露营。学生们可以体验到团队合作的乐趣，以及亲近大自然。

- 音乐狂欢节：部分学习一门或多门乐器的学生可以借此机会向同学展现自己的能力。此外，学生还可以参加乐团，并有机会在城里表演。而其中的佼佼者可以前往欧洲巡迴表演。